# Solenoptera canaliculata
Solenoptera canaliculata är en skalbaggsart som först beskrevs av Fabricius 1787.  Solenoptera canaliculata ingår i släktet Solenoptera och familjen långhorningar.
Artens utbredningsområde är:
- Guadeloupe.
- Martinique.

Inga underarter finns listade i Catalogue of Life.